# Plectrogaster pectinicornis
Plectrogaster pectinicornis is een keversoort uit de familie boktorren (Cerambycidae). De wetenschappelijke naam van de soort is voor het eerst geldig gepubliceerd in 1881 door Bates.